# Essex Junction
Essex Junction – miasto (city) w Stanach Zjednoczonych, w stanie Vermont, w hrabstwie Chittenden.